# Idioma eslovincio
El eslovincio es una lengua eslava extinta hablada por los eslovincios (Slowinzen, Lebakaschuben), un grupo eslavo que ocupaba el territorio entre los lagos Gardno (Gardersee) y Łebsko (Lebasee) cerca de Słupsk en Pomerania.
El eslovincio se ha clasificado junto con el casubio dentro de un grupo pomeranio (propuesto por Friedrich Lorentz, 1902/3) o como dialecto del casubio, aunque otros autores consideran que casubio y eslovincio son de hecho dialectos polacos.
El eslovincio se extinguió a principios del siglo XX, Sin embargo, algunas palabras y expresiones particulares siguieron en uso hasta después de la Segunda Guerra Mundial, cuando la región fue integrada en Polonia. Algunos eslovincios fueron expulsados posteriormente de Polonia junto con algunos alemanes entre los cuales había algunos ancianos con un conocimiento fragmentario del eslovincio hasta la década de 1950.
Es dudoso si los eslovincios usaban ese nombre para designarse, ya que parece ser sólo el nombre que usó el académico ruso Aleksander Hilferding. El término Lebakaschuben es un sinónimo. Algunos eruditos han señalado que ellos mismos se habrían denominado como casubios luteranos y a su lengua la llamaban casubio. Sin embargo, el término "eslovincio" prevalece en la literatura y se emplea oficialmente en la forma Słowiński Park Narodowy (Parque Nacional Eslovincio), que designa una región protegida en la costa pomerania de Polonia.